# Sexorcism
 (août 2018).
Albums de Lordi
Monstereophonic Killection (A Fictional Compilation Album)
Sexorcism est le neuvième album officiel (le dixième en comptant Bend Over and Pray the Lord, enregistré en 1997 mais non publié) du groupe de hard rock finlandais Lordi. 
Sorti le 25 mai 2018, il se veut délibérément plus offensif musicalement, et plus provocateur esthétiquement, avec plus de riffs typés metal et plus de références au satanisme et à l'exorcisme. Le premier single à avoir été rendu disponible en vidéo-clip sur YouTube est Your Tongue's Got The Cat.

## Membres
- Mr.Lordi : chant.
- Amen : guitare.
- Ox : basse.
- Hella : claviers.
- Mana : batterie.

## Liste des chansons
1. Sexorcism - 6:52.
2. Your Tongue's Got The Cat - 4:45.
3. Romeo Ate Juliet - 4:21.
4. Naked In My Cellar - 4:45.
5. The Beast Is Yet To Cum - 4:50.
6. Polterchrist - 5:22.
7. SCG9 : The Documented Phenomenon - 1:14.
8. Slashion Model Girls - 5:25.
9. Rimskin Assassin - 4:50.
10. Hell Has Room (No Vacancy In Heaven) - 5:02.
11. Hot & Sataned - 4:31.
12. Sodomesticated Animal - 4:23.
13. Hauntin' Season - 6:15.